# コミンスキー・メソッド
『コミンスキー・メソッド』（原題: The Kominsky Method）は、アメリカ合衆国のコメディドラマシリーズ。高齢になり演技指導で生計を建てるかつての人気俳優が、様々なトラブルに巻き込まれる様を描く。マイケル・ダグラス、アラン・アーキンらが出演。Netflixにより制作され、2018年11月より世界同時に配信された。現在シーズン2まで公開されている。アラン・アーキンが高齢を理由にシーズン2を以て降板した為、2020年7月にシーズン3を以て終了する事を発表。2021年3月24日、同年5月28日に同シーズンを配信する事を発表した。
番組は批評家から好意的な評価を受け、プライムタイム・エミー賞にノミネート、ゴールデングローブ賞作品賞を受賞した。

## あらすじ
かつての人気俳優サンディ・コミンスキーは、高齢になり演技指導で生計を建てている。そんなサンディと長年の友人で、エージェントでもあるノーマン・ニューランダー。2人が年老いても、ハリウッドの波瀾万丈の日々はまだまだ続いている。

## 登場人物・キャスト

### メイン
サンディ・コミンスキー
演 - マイケル・ダグラス、日本語吹替 - 山路和弘
かつての人気俳優。現在は演技指導で生計をたてる。
ノーマン・ニューランダー
演 - アラン・アーキン（シーズン1-2）、日本語吹替 - 大林隆介
サンディの長年のエージェントで親友。
アラン・アーキンが高齢を理由にシーズン2で降板した為、シーズン3では故人。
ミンディ
演 - サラ・ベイカー、日本語吹替 - 木村香央里
サンディの娘。
リサ
演 - ナンシー・トラヴィス（シーズン1-2）
サンディの生徒。彼と親しい関係になる。
マーティン・シュナイダー
演 - ポール・ライザー（シーズン3）、日本語吹替 - 綿貫竜之介
ミンディの彼氏。
シーズン2ではリカーリングだったが、シーズン3ではメインとなっている。
ロズ
演 - キャスリーン・ターナー（シーズン3）、日本語吹替 - 塙英子
サンディの元妻。
シーズン2ではゲストだったが、シーズン3ではメインとなっている。

### リカーリング
マーガレット
演 - メリッサ・タン
サンディの生徒。
ダーシャニ
演 - ジェナ・リング・アダムズ
サンディの生徒。
ジュード
演 - グレアム・ロジャース
サンディの生徒。
レーン
演 - キャシー・ブラウン
サンディの生徒。
ブレアナ
演 - アシュリー・ラスロップ
サンディの生徒。
テレサ
演 - エミリー・オスメント
サンディの生徒。
アイリーン
演 - スーザン・サリヴァン
ノーマンの妻。
フィービー
演 - リサ・エデルシュタイン
ノーマンの薬物中毒の娘。
アレックス
演 - ラモン・ヒラリオ
ウェイター。
マシュー
演 - セドリック・ベグリー（シーズン1）
リサの息子。
ウェクスラー医師
演 - ダニー・デヴィート（シーズン1）
サンディのかかりつけの泌尿器科医。
ロザミー
演 - Anoush NeVart（シーズン1）
ノーマンの家政婦。
ダイアン
演 - アン＝マーグレット（シーズン1）
ノーマンの友人。
マデリン
演 - ジェーン・シーモア（シーズン2-3）、日本語吹替 - 松岡洋子
ノーマンと親しくなる女性。
ロビー
演 - ハーレイ・ジョエル・オスメント （シーズン2-3）
フィービーの息子。

### ゲスト
ジェイ・レノ
演 - 本人
パティ・ラベル
演 - 本人
ウッディ・リトルハレス
演 - ジェイソン・クラヴィッツ
コービン・バーンセン
演 - 本人
ラビ
演 - ジョージ・ワイナー
ミセス・リュー
演 - エリザベス・サン
エド
演 - レックス・リン
エリオット・グールド
演 - 本人
監督
演 - ローレン・ウィードマン
ジャニーン
演 - ジョスリン・タウン
リンダ
演 - アジー・テスファイ
エディ・マネー
演 - 本人
受付係
演 - ジェン・ドロハン
シェンクマン医師
演 - ボブ・オデンカーク
父親
演 - マット・ヌードセン
アーサー
演 - ジェフリー・D・サムズ
チェリー
演 - ウィリアム・ベリ
ノーマンの祖母
演 - レイニー・カザン
アリソン・ジャネイ
演 - 本人
モーガン・フリーマン
演 - 本人、日本語吹替 - 星野充昭
バリー・レヴィンソン
演 - 本人、日本語吹替 - 糸博
ジョン・クライヤー
演 - 本人
エステル
演 - クリスティーン・エバーソール、日本語吹替 - 勝生真沙子

## エピソード
| シーズン | シーズン | 話数 | 話数 | 放送期間       | 放送期間       |
| -------- | -------- | ---- | ---- | -------------- | -------------- |
|          | 1        | 8    | 8    | 2018年11月16日 | 2018年11月16日 |
|          | 2        | 8    | 8    | 2019年10月25日 | 2019年10月25日 |

＊各シーズン全話一斉配信

### シーズン1 (2018)
| 通算 話数 | シーズン 話数 | タイトル                                                    | 監督                 | 脚本                                            | 公開日         |
| --------- | ------------- | ----------------------------------------------------------- | -------------------- | ----------------------------------------------- | -------------- |
| 1         | 1             | "第1章: 死からの逃避" "Chapter 1. An Actor Avoids"          | チャック・ロリー     | チャック・ロリー                                | 2018年11月16日 |
| 2         | 2             | "第2章: 親友の悲嘆" "Chapter 2. An Agent Grieves"           | アンディ・テナント   | チャック・ロリー                                | 2018年11月16日 |
| 3         | 3             | "第3章: 前立腺の肥大" "Chapter 3. A Prostate Enlarges"      | ドナルド・ペトリ     | チャック・ロリー & Al Higgins                   | 2018年11月16日 |
| 4         | 4             | "第4章: 骨盤底筋体操の手応え" "Chapter 4. A Kegel Squeaks"  | Beth McCarthy-Miller | チャック・ロリー & Al Higgins & David Javerbaum | 2018年11月16日 |
| 5         | 5             | "第5章: 老齢の悲哀" "Chapter 5. An Agent Crowns"            | Beth McCarthy-Miller | チャック・ロリー                                | 2018年11月16日 |
| 6         | 6             | "第6章: ヤク中娘のリハビリ" "Chapter 6. A Daughter Detoxes" | アンディ・テナント   | チャック・ロリー & Al Higgins & David Javerbaum | 2018年11月16日 |
| 7         | 7             | "第7章: 条件付きの友情" "Chapter 7. A String Is Attached"   | ドナルド・ペトリ     | チャック・ロリー & Al Higgins & David Javerbaum | 2018年11月16日 |
| 8         | 8             | "第8章: 未亡人の誘い" "Chapter 8. A Widow Approaches"       | アンディ・テナント   | チャック・ロリー & Al Higgins & David Javerbaum | 2018年11月16日 |

### シーズン2 (2019)
| 通算 話数 | シーズン 話数 | タイトル                                                                          | 監督                 | 脚本                          | 公開日         |
| --------- | ------------- | --------------------------------------------------------------------------------- | -------------------- | ----------------------------- | -------------- |
| 9         | 1             | "第9章: 俳優の物忘れ" "Chapter 9. An Actor Forgets"                               | アンディ・テナント   | チャック・ロリー              | 2019年10月25日 |
| 10        | 2             | "第10章: 焼けぼっくいに..." "Chapter 10. An Old Flame, an Old Wick"               | Beth McCarthy-Miller | チャック・ロリー              | 2019年10月25日 |
| 11        | 3             | "第11章: おかしな二人" "Chapter 11. An Odd Couple Occurs"                         | アンディ・テナント   | チャック・ロリー              | 2019年10月25日 |
| 12        | 4             | "第12章: 性欲の温存" "Chapter 12. A Libido Sits in the Fridge"                    | Beth McCarthy-Miller | チャック・ロリー              | 2019年10月25日 |
| 13        | 5             | "第13章: 医師の婉曲(えんきょく)表現" "Chapter 13. A Shenckman Equivocates"        | アンディ・テナント   | チャック・ロリー              | 2019年10月25日 |
| 14        | 6             | "第14章: 秘密の漏えい、教師の雄弁" "Chapter 14. A Secret Leaks, a Teacher Speaks" | Beth McCarthy-Miller | チャック・ロリー              | 2019年10月25日 |
| 15        | 7             | "第15章: 悪行の償い" "Chapter 15. A Hand Job Is Forgiven"                         | アンディ・テナント   | チャック・ロリー & Al Higgins | 2019年10月25日 |
| 16        | 8             | "第16章: セイタンの到来" "Chapter 16. A Thetan Arrives"                           | Beth McCarthy-Miller | チャック・ロリー & Al Higgins | 2019年10月25日 |

## 製作
2017年8月14日、Netflixは本作の製作を最終決定したことを発表した。第1シーズンは2018年11月16日に配信された。2019年1月17日、第2シーズンに更新されたことが発表された。第2シーズンは2019年10月25日に配信された。

## 評価

### 批評
本作は批評家から肯定的な評価を受けている。シーズン1は批評集積サイトのRotten Tomatoesに44件のレビューがあり、批評家支持率は80%、平均点は10点満点で6.6点となっている。また、Metacriticには19件のレビューがあり、加重平均値は68/100となっている。
シーズン2はRotten Tomatoesに7件のレビューがあり、批評家支持率100%、平均点は10点満点で8点となっている。